# Pateros

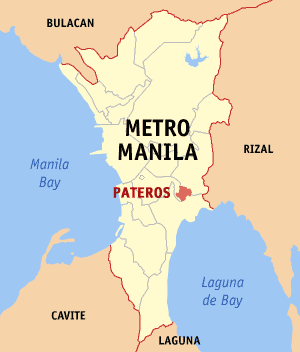
Pateros läge i Metro Manila.

Pateros är en ort på ön Luzon i Filippinerna. Den ligger i Metro Manila och har 57 407 invånare (folkräkning 1 maj 2000).
Pateros räknas officiellt inte som stad utan är en kommun. Kommunen är indelad i 10 smådistrikt, barangayer, varav samtliga är klassificerade som tätortsdistrikt.